# ATP Bologna Outdoor
Il Bologna Outdoor è stato un torneo di tennis giocato sulla terra rossa dal 1985 al 1998. Si giocava a Bologna, in Italia.

## Albo d'oro

### Singolare
| Anno | Vincitore           | Finalista           | Punteggio           |
| ---- | ------------------- | ------------------- | ------------------- |
| 1985 | Thierry Tulasne     | Claudio Panatta     | 6–2, 6–0            |
| 1986 | Martín Jaite        | Paolo Canè          | 6–2, 4–6, 6–4       |
| 1987 | Kent Carlsson       | Emilio Sánchez      | 6–2, 6–1            |
| 1988 | Alberto Mancini     | Emilio Sánchez      | 7–5, 7–6            |
| 1989 | Javier Sánchez      | Franco Davín        | 6–1, 6–0            |
| 1990 | Richard Fromberg    | Marc Rosset         | 4–6, 6–4, 7–6       |
| 1991 | Paolo Canè          | Jan Gunnarsson      | 5–7, 6–3, 7–5       |
| 1992 | Jaime Oncins        | Renzo Furlan        | 6–2, 6–4            |
| 1993 | Jordi Burillo       | Andrej Čerkasov     | 7–6(4), 6(7)–7, 6-1 |
| 1994 | Javier Sánchez      | Alberto Berasategui | 7–6(3), 4-6, 6-3    |
| 1995 | Marcelo Ríos        | Marcelo Filippini   | 6–2, 6–4            |
| 1996 | Alberto Berasategui | Carlos Costa        | 6–3, 6–4            |
| 1997 | Félix Mantilla      | Gustavo Kuerten     | 4–6, 6–2, 6–1       |
| 1998 | Julián Alonso       | Karim Alami         | 6–1, 6–4            |

### Doppio
| Anno | Vincitori                             | Finalisti                           | Punteggio     |
| ---- | ------------------------------------- | ----------------------------------- | ------------- |
| 1985 | Paolo Canè / Simone Colombo           | Jordi Arrese / Alberto Tous         | 7–5, 6–4      |
| 1986 | Paolo Canè / Simone Colombo           | Claudio Panatta / Blaine Willenborg | 6–1, 6–2      |
| 1987 | Sergio Casal / Emilio Sánchez         | Claudio Panatta / Blaine Willenborg | 6–3, 6–2      |
| 1988 | Emilio Sánchez / Javier Sánchez       | Rolf Hertzog / Marc Walder          | 6–1, 7–6      |
| 1989 | Sergio Casal / Javier Sánchez         | Tomas Nydahl / Jörgen Windahl       | 6–2, 6–3      |
| 1990 | Gustavo Luza / Udo Riglewski          | Jérôme Potier / Jim Pugh            | 7–6, 4–6, 6–1 |
| 1991 | Luke Jensen / Laurie Warder           | Luiz Mattar / Jaime Oncins          | 6–4, 7–6      |
| 1992 | Luke Jensen / Laurie Warder           | Javier Frana / Javier Sánchez       | 6–2, 6–3      |
| 1993 | Danie Visser / Laurie Warder          | Luke Jensen / Murphy Jensen         | 4–6, 6–4, 6–4 |
| 1994 | John Fitzgerald / Patrick Rafter      | Vojtěch Flégl / Andrew Florent      | 6–3, 6–3      |
| 1995 | Byron Black / Jonathan Stark          | Libor Pimek / Vince Spadea          | 7–5, 6–3      |
| 1996 | Brent Haygarth / Christo van Rensburg | Karim Alami / Gábor Köves           | 6–1, 6–4      |
| 1997 | Gustavo Kuerten / Fernando Meligeni   | Dave Randall / Jack Waite           | 6–2, 7–5      |
| 1998 | Brandon Coupe / Paul Rosner           | Giorgio Galimberti / Massimo Valeri | 7-6(1) 6-3    |